# NGC 2106
NGC 2106 est une galaxie lenticulaire située dans la constellation du Lièvre. NGC 2106 a été découverte par l'astronome britannique John Herschel en 1835.

## Caractéristiques
Sa vitesse par rapport au fond diffus cosmologique est de 2 043 ± 18 km/s, ce qui correspond à une distance de Hubble de 30,1 ± 2,1 Mpc (∼98,2 millions d'al).